# Voacanga pachyceras
Voacanga pachyceras är en oleanderväxtart som beskrevs av A.J.M. Leeuwenberg. Voacanga pachyceras ingår i släktet Voacanga och familjen oleanderväxter. Inga underarter finns listade i Catalogue of Life.